# Teluski
Teluski (Teluskie), slabo poznato indijansko pleme za čiji jezik Daniel Garrison Brinton kaže da je dijalekt jezika changuina, te ih klasificira u Dorasque-govornike, porodica Chibchan, a locira ih blizu rijeke Rio Puan, pritoke Rio Telorio u Panami. Za ovo pleme i jezik se sumnja da su identični Chalivama. 